# Palais Nicolau Lobato
Le palais Nicolau Lobato (portugais : Palácio Presidencial Nicolau Lobato) est la résidence officielle du président de la République démocratique du Timor oriental.

## Histoire
Inauguré le 27 août 2009, le palais est une réalisation de la Chine pour le gouvernement du Timor oriental. Il rend hommage à Nicolau Lobato, un héros national du Timor oriental. Avant cela, le président résidait au palais de Cinzas.